# Sihareo Sogaeadu
Sihareo Sogaeadu is een bestuurslaag in het regentschap Nias van de provincie Noord-Sumatra, Indonesië. Sihareo Sogaeadu telt 1092 inwoners (volkstelling 2010).